# Mauro Cerioni
Mauro Cerioni (Castelvetro Piacentino, 3 agosto 1948) è un ex cestista italiano.

## Carriera
Inizia l'attività agonistica nelle categorie giovanili della società Don Bosco di Genova dove milita dalla stagione 1963-64 per due anni. Nella stagione 1965-66 e in quella successiva si trasferisce in serie B nella Italsider di Genova per approdare nel 1967 in serie A nel Simmenthal Milano, per rimanerci fino al 1974. Successivamente passa alla Sebastiani Brina Rieti dal 1974 al 1979. Nella stagione 1979-80 gioca nella Viola Reggio Calabria in B per tornare nella massima serie la stagione successiva ancora a Milano targato Billy. Nella stagione 1981-82 gioca in C nel Banco Ambrosiano e nella stagione successiva in B a Marsala. Chiude infine la carriera nelle serie minori.

## Palmarès
- Campionato italiano: 1

Olimpia Milano: 1971-72
- Coppa Italia: 1

Olimpia Milano: 1972
- Coppa delle Coppe: 2

Olimpia Milano: 1970-71, 1971-72